# 순천 평중리 이팝나무
순천 평중리 이팝나무는 대한민국 전라남도 순천시 승주읍 평중리에 있는 이팝나무이다. 1962년 12월 7일 대한민국의 천연기념물 제36호로 지정되었다. 원래 명칭은 쌍암면의 이팝나무이었으나 2008년 4월 현재의 명칭으로 변경되었다.

## 개요
이팝나무란 이름은 꽃이 필 때 나무 전체가 하얀꽃으로 뒤덮여 이밥, 즉 쌀밥과 같다고 하여 붙여진 것이라고도 하고, 여름이 시작될 때인 입하에 꽃이 피기 때문에 ‘입하목(立夏木)’이라 하다가 이팝나무로 부르게 되었다고도 한다.
평중리의 이팝나무는 나이가 약 400살 정도로 추정되며, 높이 18m, 가슴높이 둘레 4.6m이다.
우리나라의 크고 오래된 이팝나무에는 거의 한결같은 이야기가 전해지고 있는데, 그것은 이팝나무의 꽃이 많이 피고 적게 피는 것으로 그해 농사의 풍년과 흉년을 점친다는 것이다. 이팝나무는 물이 많은 곳에서 잘 자라는 식물이므로 비의 양이 적당하면 꽃이 활짝 피고, 부족하면 잘 피지 못한다. 물의 양은 벼농사에도 관련되는 것으로, 오랜 경험을 통한 자연관찰의 결과로서 이와 같은 전설이 생겼다고 본다.
평중리의 이팝나무는 마을을 보호해주는 신이라고 여겨져 오래전부터 조상들의 관심과 보살핌 가운데 살아왔으며, 생물학적 자료로서도 가치가 높아 천연기념물로 지정·보호하고 있다.

## 같이 보기
- 이팝나무

## 참고 자료
- 순천 평중리 이팝나무 - 국가유산청 국가유산포털